# Téléma
 (février 2017).
Ne doit pas être confondu avec Telema.
Téléma est une société de production cinématographique codirigée par Charles Gassot. 
Elle est située au 1, quai Point du Jour à Boulogne-Billancourt (Hauts-de-Seine). Elle a cessé son activité depuis juillet 2009.

## Historique
Elle a produit un large nombre de films français, dont certains sont maintenant des classiques.

## Filmographie sélective
- 1994 : La Cité de la Peur d'Alain Berberian
- 1995 : Au petit Marguery de Laurent Bénégui
- 1996 : Un air de famille de Cédric Klapisch
- 2002 : Ah ! si j'étais riche de Michel Munz et Gérard Bitton
- 2003 : Sept ans de mariage de Didier Bourdon
- 2005 : Saint-Jacques… La Mecque de Coline Serreau